# Norbert Dietrich
Norbert Dietrich (ur. 22 stycznia 931 w Bildstock, zm. 5 lipca 2003 w Sulzbach/Saar) – gimnastyk z Protektoratu Saary,  uczestnik LIO 1952.
Na igrzyskach startował w sześciu konkurencjach gimnastycznych: w ćwiczeniach wolnych (173. miejsce), w skoku przez konia (176. miejsce), w ćwiczeniach na poręczach (147. miejsce), w ćwiczeniach na drążku (133. miejsce), w ćwiczeniach na kółkach (94. miejsce) i na ćwiczeniach na koniu z łękami (156. miejsce). W łącznej klasyfikacji wielobojowej został sklasyfikowany na 155. miejscu, a drużynowo zajął 22. miejsce.